# ایستگاه کارویزاوا
ایستگاه کارویزاوا (به لاتین: Karuizawa Station) یک ایستگاه قطار در ژاپن است که در کاروایزاوا، ناگانو واقع شده‌است.